# داريوس تريلا
داريوس تريلا (بالبولندية: Dariusz Trela)‏ هو لاعب كرة قدم بولندي، ولد في 5 ديسمبر 1989 في كراكوف في بولندا. لعب مع بياست غليفيتسه وكورونا كييلتسى وليخيا غدانسك ونيتشيتشا.

## وصلات خارجية
- داريوس تريلا على موقع قاعدة بيانات كرة القدم.إي يو (الإنجليزية)
- داريوس تريلا على موقع Soccerway.com (الإنجليزية)